# Ninian Sanderson
Ninian Sanderson (ur. 14 maja 1925 roku w Glasgow, zm. 1 października 1985 roku w Glasgow) – brytyjski kierowca wyścigowy.

## Kariera
W wyścigach samochodowych Sanderson poświęcił się głównie startom w wyścigach zaliczanych do klasyfikacji Mistrzostw Świata Samochodów Sportowych. W latach 1955-1963 Brytyjczyk pojawiał się w stawce 24-godzinnego wyścigu Le Mans. W pierwszym sezonie startów uplasował się na piątej pozycji w klasie S 2.0. Rok później odniósł zwycięstwo w klasie S 5.0, co było równoznaczne ze zwycięstwem w wyścigu. Rok później w klasie S 5.0 i w klasyfikacji generalnej stanął na drugim stopniu podium. W kolejnych latach startów jedynie w sezonie 1963 dojechał do mety. Zwyciężył również w klasie GT +3.0, a w klasyfikacji generalnej był siódmy.